# ルベン・セメド
ルベン・アフォンソ・ボルジェス・セメド（Rúben Afonso Borges Semedo 、1994年4月4日 - ）は、ポルトガル・アマドーラ出身のプロサッカー選手。元ポルトガル代表。アル・マルヒーヤSC所属。ポジションはDF。

## 経歴

### クラブ

#### スポルティングCP
16歳の時にスポルティング・クルーベ・デ・ポルトゥガルのアカデミーに入団。2013年8月11日に開催されたACFフィオレンティーナとのエキシビションマッチでトップチームデビュー。
2013–14シーズンはセグンダリーガのBチームでプレー。2014年8月26日、スペインのCFレウス・デポルティウにレンタル移籍。
2015–16シーズンよりトップチームに昇格し、8月9日のスーペルタッサ・カンディド・デ・オリベイラ・SLベンフィカ戦でトップチームの公式戦初出場を果たした。5日後、ヴィトーリア・セトゥーバルにレンタル移籍。2016年1月、ディフェンス陣の負傷者が続出したことによりスポルティングに呼び戻された。3月9日、契約を2022年まで延長し、4500万ユーロのバイアウト条項を設定した。

#### ビジャレアル
2017年6月7日、1400万ユーロでビジャレアルCFに移籍。8月25日のラ・リーガ・レアル・ソシエダ戦で移籍後初出場。
2018年1月、2017年11月にバレンシアのバーでスポルティングの選手を暴行して怪我をさせたとして警察の取り調べを受けた。
さらに同年2月20日には、男1人と共にある人物を監禁し自宅に押し入って金品を盗んだうえ、発砲したことにより逮捕されたと報じられた。度重なる不祥事が要因となり、23日付で解雇となった。ビジャレアル解雇後は「逃亡の危険がある」として約5か月間、留置場で過ごした。同年7月13日に約3万ユーロ（日本円で約394万円）を支払って保釈され、ビジャレアルと再契約をした。
同月19日、SDウエスカにレンタル移籍した。第4節のラーヨ・バジェカーノ戦から第12節のデポルティーボ・アラベス戦まで連続でフル出場した試合を含むリーグ戦11試合に出場したが、同年10月10日にレオ・フランコ監督が解任され、フランシスコ・ロドリゲス監督に代わってからは出場機会を得られず、放出候補に挙がっていた。
2019年1月30日、ウエスカへのレンタルは打ち切られ、リオ・アヴェFCへシーズン終了までのレンタル移籍した。

## タイトル
スポルティングCP
- スーペルタッサ・カンディド・デ・オリベイラ: 2015

オリンピアコスFC
- スーパーリーグ: 2019-20, 2020-21
- キペロ・エラーダス: 2019-20

FCポルト
- プリメイラ・リーガ: 2021-22

アル・ドゥハイルSC
- カタール・スターズリーグ: 2022-23
- カタール・カップ: 2023